# Empar de Lanuza Hurtado
Empar de Lanuza Hurtado (València, 18 de setembre de 1950) és una escriptora valenciana que ha publicat diverses obres de literatura infantil i juvenil en català i castellà.

## Biografia
El 1972 es va llicenciar en Filosofia i Lletres a la Universitat de València, en les modalitats de Pedagogia Especial i Orientació Escolar i Professional. Col·labora de 1973 a 1974 en la Inspecció d'Ensenyament Primari, i posteriorment durant dos anys en el Secretariat d'Ensenyament del Valencià. Al llarg de la seua trajectòria professional ha realitzat diferents treballs, relacionats amb l'educació, la llengua o l'edició. L'any 1976 treballa en l'Institut de Ciències de l'Educació de la Universitat de València, encarregada dels Cursos de Lingüística Valenciana i la seua didàctica. De 1987 a 1990 treballa en el Servei de Normalització Lingüística i en la Unitat Tècnica de Coordinació Bibliotecària de la Universitat de València i entre 1991 i 1999 col·labora en el Departament de Publicacions de la Conselleria de Cultura, Educació i Ciència.
Ha desenvolupat una prolífica labor com a escriptora, especialment de literatura infantil i juvenil i ha estat guardonada amb diversos premis literaris. L'any 1991 l'obra Cinc corrupis, mes a mes va rebre la distinció de la Fira del Llibre Infantil de Bolonya sent inclosa a la llista The White Ravens. L'any 2000 l'obra El savi rei boig i altres contes va ser seleccionada en el VI Simposi sobre Literatura Infantil i Lectura, organitzat per la Fundación Germán Sánchez Ruipérez, com una de les cent obres de la literatura Infantil espanyola del segle xx, esdevenint un clàssic en la literatura catalana. Molts dels seus llibres han estat traduïts al castellà, al francès i a l'eslovac. També ha escrit poesia i teatre per a xiquets i xiquetes, i també ha escrit per al públic adult.
Ha participat en nombrosos congressos i jornades, i en activitats de promoció de la lectura, especialment en biblioteques i centres escolars valencians. De la mateixa manera ha estat jurat de premis com el Joanot Martorell o el Tirant lo Blanc. També ha col·laborat com a autora en la sèrie de Televisió Espanyola Nana Bunilda, i ha realitzat col·laboracions en premsa, i amb articles a diverses publicacions, com ara Camacuc, Abalorio, Saó, Faristol, Caràcters, Papers de Dona, El Temps, Cuadernos de Literatura Infantil y Juvenil (CLIJ) o Cuadernos de Pedagogía.
L'Ajuntament de Meliana atorga el premi literari Empar de Lanuza.

## Obra literària

### Poesia
- 2002 València, fragments d'un dietari poètic[8]

### Poesia infantil i juvenil
- 1988 Abecedari de diumenge, amb Carme Grau[9]
- 2000 Versos al sol[8]

### Narrativa infantil i juvenil
- 1979 El savi rei boig i altres contes[8]
- 1979 El joc popular aplicat a l'educació. En col·laboració amb Victoria Ferrando i Carlos Pérez[8]
- 1982 Bon viatge Pitblanc![9]
- 1982 De qui serà?[8]
- 1982 El convit del cargol[8]
- 1982 Història de mans[8]
- 1982 Llibre d'anar anant[8]
- 1983 Els números accidentats[9]
- 1984 Irregularitats en la construcció[8]
- 1984 Els indagacions d'Hemigell S.A., en col·laboració amb Francesc Pérez[8]
- 1985 Aventura d'una desventura[8]
- 1985 La cuca Quica[9]
- 1985 El fil invisible i dos contes més[8]
- 1986 Criatures minúscules[8]
- 1986 L'home de Penyagolosa[8]
- 1987 Reis i no reis[8]
- 1987 L'escletxa assassina[9]
- 1987 El llarg viatge dels habitants de Bóbila-Bóbila[8]
- 1988 La família feroç[8]
- 1990 L'escletxa assassina i altres relats inquietants[8]
- 1991 L'home de Penyagolosa i altres contes[8]
- 1991 Santànima. Faules d'un Monestir[8]
- 1991 Cinc corrupis, mes a mes[8]
- 1991 Enric perd una dent[8]
- 1992 Toni, un home de negocis, dins la sèrie Nana Bunilda[8]
- 1992 Hemifell S.A.[9]
- 1997 Les tres avorrides[8]
- 1997 El meu pari no vol ser pingüí[8]
- 2005 Una encobreix i allò que inventà la cuinera[8]

### Teatre
- 1984 Mitja dotzena[8]

## Premis
- 1978 Premi Josep María Folch i Torres per El savi rei boig i altres contes[3][10]
- 1980 Premi de la CCEI (ex aequo) per El savi rei boig i altres contes[3]
- 1986 Premi Tirant lo Blanc de la Diputació de València per Abecedari de diumenge[3]
- 1989 Premi Serra d'Or modalitat infantil per Abecedari de diumenge.[11][3]
- 1997 Accèsit del Premi Lazarillo per Versos per a ossetos.[12]
- 2001 Premi de Literatura infantil dels IV Premis de la Crítica de l'Institut Interuniversitari de Filologia Valenciana de Castelló de la Plana per Versos al sol.[3]
- 2001 Premi Samaruc per Versos al sol
- 2001 Roís de Corella de poesia en valencià per València, fragments d'un dietari poètic[3]